# シスメックス国際試薬
シスメックス国際試薬株式会社（シスメックスこくさいしやく、英文・Sysmex International Reagents Co., Ltd.）は、かつて存在した日本の薬品メーカー。兵庫県神戸市西区高塚台四丁目3番地2に本社を置いていた。2006年3月までの企業名は「国際試薬株式会社」（英文・INTERNATIONAL REAGENTS CORPORATION）。シスメックスの100%子会社だった。
2022年4月1日付でシスメックスに合併され企業としては消滅した。

## 事業内容
試薬・検体検査試薬の研究開発・製造・販売だった。

## 沿革
- 1969年（昭和44年）12月16日 - 兵庫県神戸市（現在の中央区内）にて、ミドリ十字（現・田辺三菱製薬）の関連会社として国際試薬株式会社を設立。資本金7,200万円。
- 1980年（昭和55年）
  - 8月 - 兵庫県神戸市西区に西神工場を開設。
  - 12月 - 本社機能を兵庫県神戸市中央区東町へ移転。
- 1983年（昭和58年）3月 - 本社機能を兵庫県神戸市中央区浜辺通へ移転。
- 1985年（昭和60年）11月 - 大阪証券取引所株式市場第2部に上場。
- 1990年（平成2年）7月 - 兵庫県神戸市西区に研究開発センターを開設。
- 1991年（平成3年）6月 - 大阪証券取引所の株式市場第1部に指定替え。
- 1999年（平成11年）2月 - 西神工場内に物流倉庫を増設。
- 2000年（平成12年）
  - 6月 - 西神工場にてISO9001認証を取得。
  - 12月22日 - ウェルファイド（現・田辺三菱製薬）が、当社の全株式をシスメックスへ譲渡。
- 2002年（平成14年）
  - 4月 - シスメックスの完全子会社となる。同時に上場廃止。
  - 5月 - シスメックスに国内外販売の営業を譲渡。
  - 7月 - 本社機能を兵庫県神戸市西区へ移転。
- 2005年（平成17年）4月 - 試薬開発部門をシスメックスに移管。
- 2006年（平成18年）4月1日 - 診断薬生産部門（小野工場）をシスメックスより移管。社名をシスメックス国際試薬株式会社へ変更。
- 2007年（平成19年）6月 - 西神工場でISO14001認証を取得。
- 2021年（令和3年）9月21日 - 翌年4月1日付でシスメックスに吸収合併されることが発表される[1]。
- 2022年（令和4年）4月1日 - 同日付をもってシスメックスに吸収合併された[2]。

## 事業所一覧
- 本社・西神工場
  - 兵庫県神戸市西区高塚台四丁目3番地2
- 研究開発センター
  - 兵庫県神戸市西区室谷一丁目1番2号
- 小野工場
  - 兵庫県小野市匠台17番地